# الفريق الإستراتيجي والعمليات المشترك
الفريق الإستراتيجي والعمليات المشترك، يعرف كذلك باسم فريق الخطط والعمليات الإستراتيجية المشترك (JSPOG)، هو لجنة تأسست أثناء الحرب الكورية لتسهيل الاتصال والتفاعل بين أفرع القوات المسلحة الأمريكية المختلفة.
وقد لعبت هذه اللجنة دورًا بارزًا في كل من معركة إنشون، وعملية كروميت أثناء الحرب الكورية.

## وصلات خارجية
- United States Air Force Operations in the Korean Conflict A U.S. Air Force website